# Editora da Universidade do Estado do Rio de Janeiro
A Editora da Universidade do Estado do Rio de Janeiro (EdUERJ) é uma editora brasileira, sediada na cidade do Rio de Janeiro. Pertence à  Universidade do Estado do Rio de Janeiro (UERJ) e integra a Associação Brasileira de Editoras Universitárias (ABEU).

## História
Foi criada pela Resolução nº 517/84 do Conselho Universitário, efetivada em maio de 1994.